# Jarax (Crimea)
Jarax (en griego: Χάραξ; en ucraniano: Харакс; en ruso: Харакс) es el mayor asentamiento militar romano excavado en la península de Crimea. Se localiza en un área de cuatro hectáreas en la arista oeste de Ai-Todor, cerca de la moderna atracción turística del Nido de golondrina. El campamento militar fue creado bajo Vespasiano con la intención de proteger Quersoneso y otros emporios comerciales de los escitas. A finales del siglo I d. C., las fuerzas romanas fueron evacuadas de la península. Varias décadas más tarde, el campamento fue restaurado por un vexillatio de la Legio I Italica, que organizó un destacamento de la Legio XI Claudia al final del siglo segundo. El campamento fue abandonado por los romanos en el siglo tercero (mediados). Las ruinas del campamento fueron descubiertos por Peter Keppen en 1837; se estima la longitud del muro de defensa en unos 185 sazhens (395 metros).